# Polyphylla
Polyphylla is een geslacht van kevers uit de  familie van de bladsprietkevers (Scarabaeidae).

## Soorten
- Polyphylla fullo Linnaeus, 1758 (Julikever)
- Polyphylla albolineata (Motschulsky, 1861)
- Polyphylla albus (Pallas, 1773)
- Polyphylla annamensis (Fleutiaux, 1887)
- Polyphylla irrorata (Gebler, 1841)
- Polyphylla laticollis Lewis, 1887
- Polyphylla shestakowi Semenov, 1900
- Polyphylla variolosa (Hentz, 1830)